# Dikhil
Dikhil oder Dichil (arabisch دخيل Dichīl, DMG Diḫīl) ist eine Stadt im Süden Dschibutis und Hauptort der Region Dikhil. Sie hat etwa 17.000 Einwohner, unter denen sowohl Angehörige der Issa-Mehrheitsvolksgruppe als auch der Afar-Minderheit sind.
Die Ortschaft wurde 1928 unter der französischen Kolonialmacht gebaut, um die Südgrenze des damaligen Kolonialgebietes Dschibuti (bzw. Französische Somaliküste) zu sichern. Bereits früher hatte die Oase mit Dattelpalmplantagen und Brunnen als Station für Karawanen von Awsa zum Assalsee und nach Tadjoura gedient.
1979 gründete der erste Präsident des unabhängigen Dschibuti Hassan Gouled Aptidon in Dikhil die Partei Rassemblement populaire pour le progrès, die seither die Politik Dschibutis dominiert.
Dikhil gilt als Beispiel eines friedlichen Zusammenlebens von Issa und Afar, zwischen denen die Beziehungen in Dschibuti gespannt sind. Neben diesen einheimischen Volksgruppen leben hier auch äthiopische und arabische Händler, der Handel mit Äthiopien ist ein wichtiger Wirtschaftsfaktor. Dikhil ist über eine asphaltierte Straße mit Dschibuti-Stadt verbunden und dient als Ausgangspunkt für Touristen, die zum Abbe-See reisen.
Es besteht eine Städtepartnerschaft mit dem englischen Littlehampton.